# Russificació de Finlàndia

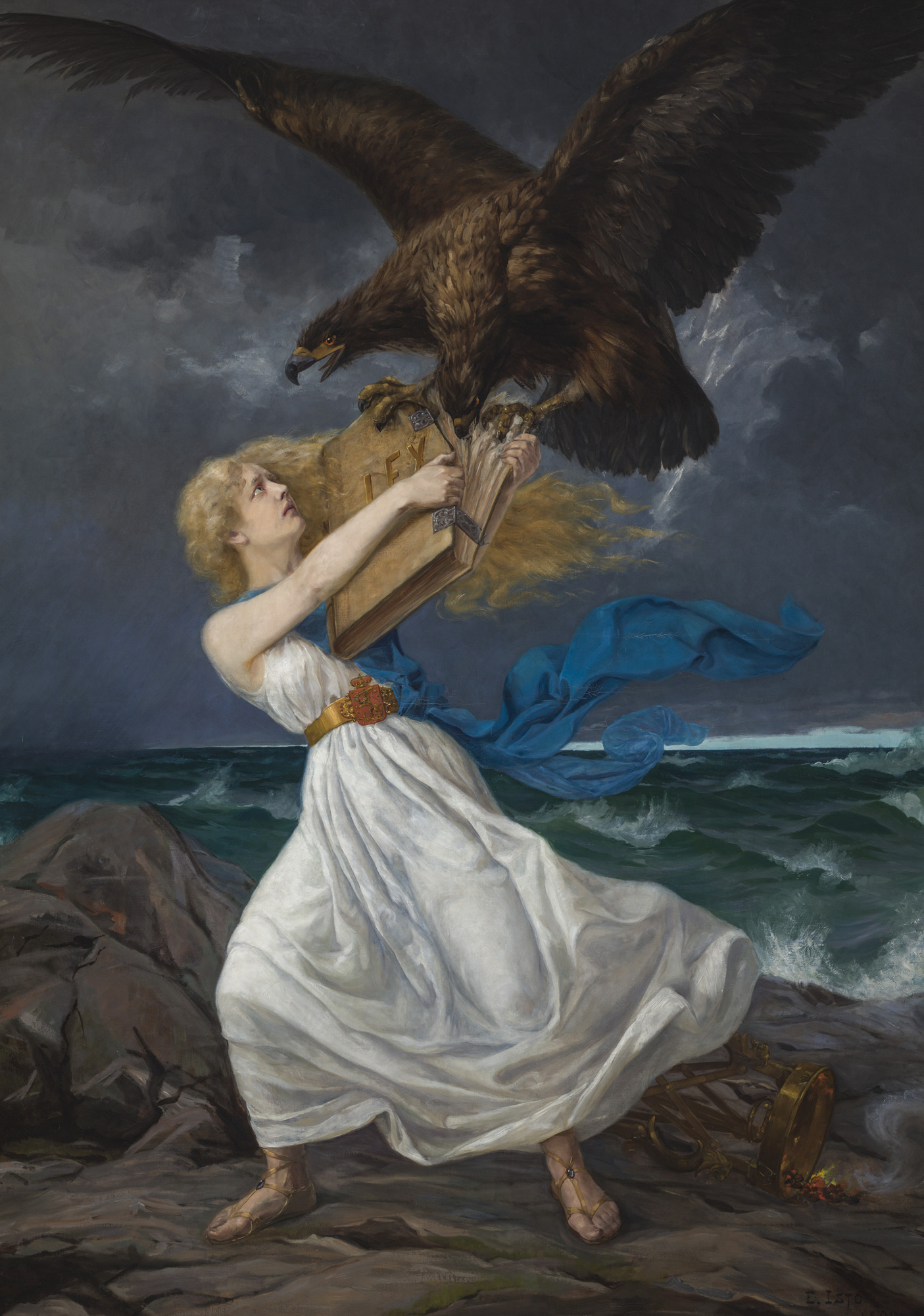
Quadre L'atac (1899) d'Edvard Isto que representa la resistència finlandesa a la russificació. L'àguila de dos caps que representa Rússia arrabassa la llei dels braços de la donzella de Finlàndia.

La russificació de Finlàndia (1899-1905 i 1908-1917), denominada sortokaudet en finès i förtrycksperioderna en suec, fou la política oficial duta a terme per l'Imperi Rus amb l'objectiu de limitar l'estatus especial del qual gaudia el Gran Ducat de Finlàndia i acabar amb la seva autonomia política, integrant-la plenament en l'àmbit polític, militar i cultural de l'Imperi Rus. Formà part de la política més àmplia de russificació perseguida pels governs russos al tombant del segle xix al xx que tractaren d'abolir l'autonomia cultural i administrativa de les minories no russes dins de l'Imperi. Les dues campanyes de russificació provocaren una resistència de la població finlandesa, que s'inicià a partir de les demandes efectuades i l'escalada de vagues, i continuà amb moviments de resistència passiva (com el rebuig al reclutament) i també eventualment actuacions de resistència activa. El rebuig a la russificació a Finlàndia fou un dels factors principals que en última instància conduí a la declaració d'independència de Finlàndia el 1917.

## Domini de Rússia
El 1808 el tsar Alexandre I de Rússia, a qui la pau signada amb Napoleó Bonaparte a Tilsit havia deixat les mans lliures, envaí Finlàndia i provocà la Guerra finlandesa entre Rússia i Suècia, a qui pertanyia Finlàndia. El 1809 es reconegué la seva annexió a l'Imperi Rus pel Tractat de Fredrikshamn. Aquell any la dieta finlandesa reconegué el tsar Alexandre I com Gran Duc, el tsar confirmà els drets i les lleis dels finlandesos i prometia llibertat per mantenir llurs costums i religió.

## Primer procés de russificació (1899-1905)

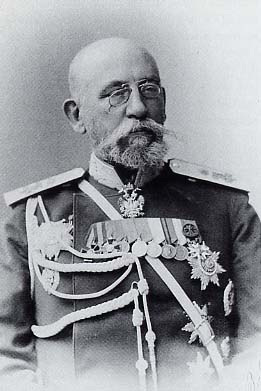
Nikolai Bóbrikov, governador general de Finlàndia, des d'aquest càrrec fou un dels principals responsables del procés de russificació. Morí assassinat per Eugen Schauman a Hèlsinki el 1904.

Aquest respecte es mantingué i, de fet, Alexandre Ii amplià els poders de la dieta finlandesa el 1869. Aquesta situació canvià a partir del 1898 quan Nicolau II nomenà el general rus Nikolai Bóbrikov governador general de Finlàndia. El 15 de febrer del 1899 s'aprovà el denominat «Manifest de febrer». El manifest proclamava l'autoritat de l'estat en tots els afers que poguessin considerar-se que entressin dins de l'àmbit de la legislació general de l'Imperi. La seva tramitació fou forçada a través del Senat de Finlàndia i aprovat pel vot de qualitat del president del Senat —una persona nomenada pel tsar— i després que Bóbrikov hagués amenaçat amb una invasió militar.
En resposta al manifest, mig milió de finlandesos signaren una petició demanant que Nicolau II revoqués el manifest, però ell ni tan sols rebé la delegació que portava la demanda.
El 1900 s'avançà en el procés de russificació mitjançant una sèrie de nous decrets: s'establí que tota la correspondència entre les oficines governamentals havia de redactar-se en rus (el 1900 s'estima que hi havia una població de 8.000 russos a tot Finlàndia, d'una població total de 2.700.000 habitants) i l'ús de la llengua russa a les escoles finlandeses. El 1901 se suprimí l'Exèrcit Finlandès, la qual cosa suposava que a partir d'aquell moment els reclutes finlandesos podien veure's obligats a servir amb l'Exèrcit Rus a qualsevol part de l'Imperi. A la primera lleva, el 1902, només s'hi presentaren el 42% dels que havien estat cridats. El 1905 s'abolí el reclutament obligatori, atès que els finlandesos foren considerats com poc fiables des d'un punt de vista militar.
El 1904 el governador Bóbrikov morí en un atemptat comès a Hèlsinki per Eugen Schauman. El govern imperial respongué a l'atemptat amb una purga d'opositors a la russificació dins de l'administració finlandesa i amb la censura més estricta. Tanmateix, la campanya de resistència també tingué alguns èxits, sobretot el canvi de la nova llei de servei militar obligatori. La campanya de russificació se suspengué i es revertí parcialment en el període del 1905 al 1907, durant el període d'aldarulls civils que es visqué a tot l'Imperi Rus després de les derrotes russes a la Guerra russojaponesa.

## Segon procés de russificació (1908-1917)
El programa es reintroduí el 1908. Va coartar gran part de l'autonomia de Finlàndia i provocar així una resistència encara més gran, en la qual s'inclouen els Jägers finlandesos. Se suspengueren de nou moltes mesures entre 1914 i 1917, durant la Primera Guerra Mundial, però els documents secrets del govern publicats a la premsa finlandesa el novembre del 1914 suggerien que el govern imperial rus encara tenia plans per a la russificació completa de Finlàndia.

## Independència i guerra civil
El 1917, després de la Revolució Russa, es produí la declaració d'independència de Finlàndia que es reconegué al Tractat de Brest-Litovsk. Després de la proclamació de la independència es visqué una guerra civil entre les forces socialdemòcrates, coneguts com els «rojos» i les forces del senat, controlades pels conservadors. En el conflicte moriren al voltant de 37.000 persones i hi hagué 20.000 orfes.